# Librariërsgilde (Brugge)
Het librariërsgilde van Brugge bestond als georganiseerde beroepsgroep vanaf 1457. De bloeiperiode was in de 15e eeuw, toen de havenstad een veeltalige metropool was.

## Achtergrond
De vijftiende eeuw was een van de meest cruciale periodes voor de geschiedenis van het boek in Brugge. In die periode was de commerciële metropolis op haar hoogtepunt qua urbanisatie en welvaart. Onovertroffen was de macht van de beroepsorganisaties. De leden daarvan waren meestal kleine, geschoolde ondernemers die zich zeer bewust waren van hun identiteit. Vier zaken verklaren de groei van Brugge tot een succesvolle boekenmetropool.
1. Mogelijkheid tot economische omschakeling
  - Deze kwam er na de ineenstorting van de lakenindustrie door de concurrentie van goedkoper Engels laken. Brugge schakelde over naar de export-kunstambachten.[7][3][6][8][9]
2. Mogelijkheid tot productieve schaalvergroting
  - In Brugge waren voldoende bekwame vaklieden aanwezig die een productie op grote schaal aankonden. “De aanwezigheid van know-how, gecombineerd met de voordelen van een dichte bevolkingsdichtheid, had tot resultaat dat men nergens anders zoveel luxeproducten op één plaats kon vinden.”[3][8][9]
3. Aanwezigheid kapitaalkrachtig publiek
  - Een grote groep welgestelde inwoners waren bereid te investeren in de boekproductie, iets wat essentieel was voor de groei van Brugge tot boekenmetropool. De reden voor de investering was zowel intellectueel als sociaal-prestigieus. Velen waren snel opgeklommen op de sociale ladder na de Pest en wilden hun rijkdom maar al te graag tonen.[7][3][6][8][9][10][11][12]
4. Aanwezigheid (inter)nationale handelaars
  - De (inter)nationale handelaars organiseerden de verkoop van boeken. Net zoals de reguliere handel deden ze dat via lokale kanalen, de traditionele handelsroutes en buitenlandse jaarmarkten. Voor boeken was de aanwezigheid van handelsrelaties tussen Brugse kloosters en buitenlandse vestigingen van de ordes cruciaal. Kloosters vormden namelijk naast rijke burgers en edellieden de derde grootste afzetmarkt.[7][3][8]

## De Brugse librariërs
Niet altijd wordt dezelfde definitie van librariër gehanteerd. Wanneer men de enge definitie hanteert, behoren enkel boekverkopers of koopman-ondernemers tot de categorie. “Zij stonden in voor het aantrekken van potentiële klanten en onderhielden directe relaties met hen. De koopman-ondernemers verkochten boeken uit hun voorraad, maar namen ook bestellingen aan en verdeelden de opdrachten vervolgens onder kopiisten, miniaturisten en binders. Ze hadden dus een uitgebreid netwerk van professionele handelscontacten, waarschijnlijk mogelijk gemaakt door de nering-gilde waarbij zij, en alle andere personen die zich bezighielden met het boek, zich moesten aansluiten.” Volgens de brede definitie behoren naast de boekverkopers ook schrijvers, kopiisten, kalligrafen, verluchters, boekbinders, drukkers, perkamentmakers, schoolmeesters, prentverkopers, printmakers, fijnschilders, lettersnijders, riemmakers en plaatsnijders ook tot de groep van librariërs. In Brugge waren daarnaast ook enkele schilders, lakenscheerders, kwispelmakers en religieuzen aangesloten bij de vereniging.

## Ontstaan
Over het algemeen ontstaan gilden in drie stadia. Eerst zoeken personen met gemeenschappelijke kenmerken en gelijkaardige doelen spontaan toenadering tot elkaar, zonder enige hulp van een overheid. Daarna ontwikkelen ze zich tot een groepering met eigen identiteit. Vaak botsen ze op dit ogenblik met de belangen van de lokale overheid of andere verenigingen. In een laatste fase ontplooien ze zich volledig tot een gilde dat ernaar streeft “de beroepsactiviteiten van haar leden te beschermen en alle vakgenoten tot aansluiting te verplichten. In die fase krijgt de gilde een publiek-rechterlijk bestaan met politieke rechten en eigen hoofdmannen in de vorm van dekens. De gilde is nog steeds afhankelijk van de schepenbank, maar heeft wel een vrij gekozen organisatie.”
Brugse documenten, meer specifiek de rekeningen van Sint-Donaas, vermelden al in 1291 de aanwezigheid van verlichters (of illuminators) en vanaf 1341 ook librariërs. De St. Donaaskerk vormde het hart van de Brugse boekenwereld. M. Smeyers concludeerde op basis van de taakverdeling tussen de koopman-ondernemers en andere librariërs “dat de librariërs reeds in de veertiende eeuw een hechte groep vormden, ondanks dat hun vereniging nog niet officieel opgericht was.”
De oprichting van de librariërsgilde was te wijten aan een conflict tussen het beeldenmakers- en zadelmakersambacht en de miniaturisten. De schilders (beeldenmakers) wilden de miniaturisten beter controleren en verplichtten hen om zich aan te sluiten bij het beeldenmakersambacht. De miniaturisten, gesteund door de individuele librariërs, stapten daarop naar de schepenbank. De uitspraak vond plaats op 2 maart 1403 en “stelde dat het vervaardigen van miniaturen in en rond Brugge geen monopolie van de beeldenmakers mocht zijn. Deze handelaars mochten tevens verluchte boeken en rollen van buiten Brugge invoeren en verkopen. Omdat men ook losse miniaturen, of ‘getydelike beildekens’, uit Utrecht invoerde, spanden de beeldenmakers enkele jaren later een nieuw proces aan. De uitspraak van 1 april 1426 is het eerste document dat spreekt van een gereguleerde organisatie. Het zorgde ervoor dat iedereen, poorter of vreemdeling, lid van de nering-gilde of niet, miniaturen mocht blijven maken. Boeken of rollen met miniaturen mochten ingevoerd en verkocht blijven worden, maar de invoer en verkoop van losse miniaturen werd wel verboden. Boeken die in de stad gemaakt werden, moesten ook in Brugge verlucht worden.”
Het vroegste bewijs dat de librariërs enige vorm van organisatie kenden, stamt uit 1454. Het is in dat jaar dat de rekeningen van de librariërsgilde aanvangen. Oudere historische werken benoemen deze datum als het ontstaansjaar van de vereniging, maar recente auteurs ontkennen dat. De officiële stichting van de librariërsgilde is waarschijnlijk te situeren op 27 juni 1457. Toen viel namelijk de finale uitspraak van de Brugse schepenen rond het conflict met de schilders.

## Bestuur
Het bestuur van de librariërs werd de ‘eed’ genoemd, zoals ook in andere verenigingen gebruikelijk was. Veel informatie over de vijftiende-eeuwse eed is niet gekend, wel over de zeventiende-eeuwse eed. Het bestuur bestond uit één deken, na enige tijd ook één gouverneur, enkele zorgers en een klerk.

## Lijst van dekens (1454-1500)
De 15e-eeuwse dekens van het gilde waren:
1. Jan van Voude
2. Bouden Wallin
3. Jan Toolnare
4. Jacob Van Gaver
5. Passchier vander Wieghe
6. Jan de Clerc
7. Colard Mansion
8. Joos Scheede
9. Pieter Aradijns
10. Jan van Heesschen
11. Lieven Toolnare
12. Jan vanden Berge
13. Hendrik van der Eeke
14. Willem de Brouwere
15. Jan de Cat
16. Jan Goossens
17. Jan de Buser
18. Arnout Basekin
19. Jaspar Casus

## Lijst van zorgers (1454-1500)
De 15e-eeuwse zorgers van het gilde waren:
1. Jan Toolnare
2. Jan de Clerc
3. Jan vanden Berge
4. Jan de Buser
5. Pieter Aradijns
6. Willem Vreland
7. Jan Beernaerd
8. Jan van Heeschen
9. Jan de Cat
10. Anthonis de Fonteyne
11. Jan Goossens
12. Willem de Brouwere
13. Huson Liedet
14. Dirk Toolnare
15. Ghelein de Crooc
16. Hannekin (Jan) de Coster
17. Maertin Roost
18. Lieven Toolnare
19. Willem vande Velde
20. Loys van Spiers
21. Clays de Coutere
22. Arnout Basekin
23. Willem Schoonhove
24. Jan Moes
25. Adriaen de Raet
26. Valentijn Dieporier
27. Cornelis vander Creke
28. Loys de Noyelis
29. Hendrik van der Eeke
30. Antoon van Gaver
31. Griffoen Sohier
32. Heer Joos

## Voetnoten
1. ↑  DEMETS, L., ‘Bruges as a multilingual contact zone: Book production and multilingual literary networks in fifteenth-century Bruges’, Urban History (2023), 1-20. DOI:10.1017/S0963926822000633
2. 1 2 3  VERNIMME, N., De librariërsgilde te Brugge. Een sociaal-culturele studie, Onuitgegeven masterthesis, Katholieke Universiteit Leuven, departement Geschiedenis, 1995.
3. 1 2 3 4 5 6 7 8 9 10 11 12 13 14 15 16 17 18 19  SEGERS, E., Het profiel van de deken. Een sociaaleconomische benadering van de dekens van de librariërsgilde te Brugge ca. 1450-1500: een prosopografische benadering, Onuitgegeven masterproef, KU Leuven, Departement Geschiedenis, 2018.
4. 1 2  ADAM, R., ‘Printing Books in Bruges in the Fifteenth Century’, Colard Mansion. Innovating text and image in medieval Bruges, Brugge, 2018, 53-63.
5. 1 2 3  VANDAMME, L., ‘Colard Mansion: a Biography without Beginning or End’, Colard Mansion. Innovating text and image in medieval Bruges, Brugge, 2018, 11-35.
6. 1 2 3  DUMOLYN, J., ‘”I Thought of It at Work, in Ostend”: Urban Artisan Labour and Guild Ideology in the Later Medieval Low Countries’, International Review of Social History, 62 (2017), 389-419.
7. 1 2 3 4 5  SMEYERS, M., Vlaamse miniaturen van de 8ste tot het midden van de 16de eeuw: de Middeleeuwse wereld op perkament, Leuven, 1998.
8. 1 2 3 4  STABEL, P. e.a., ‘Production, Markets and Socio-economic Structures II : c.1320-c.1500’, A. BROWN en J. DUMOLYN eds., Medieval Bruges c.850-c.1550, Cambridge, 2018, 196-267.
9. 1 2 3  MARTENS, M.P.J. e.a., ‘Texts, Images and Sounds in the Urban Environment, c.1100-c.1500’, A. BROWN en J. DUMOLYN eds., Medieval Bruges c.850-c.1550, Cambridge, 2018, 389-444.
10. ↑  VAN CAUTEREN, K., ‘Haute couture en prêt-à-porter. De kunstmarkt in de late middeleeuwen’, V. LAMBERT en P. STABEL eds., Gouden Tijden. Rijkdom en Status in de Middeleeuwen, Tielt, 2016, 435-504.
11. ↑  DUMOLYN, J. e.a., ‘The Urban Landscape II: c.1275-c.1500’, A. BROWN en J. DUMOLYN eds., Medieval Bruges c.850-c.1550, Cambridge, 2018, 152-195.
12. 1 2  BLOCKMANS, W., ‘The Creative Environment: Incentives to and Functions of Bruges Art Production’, M.W. Ainsworth ed., Petrus Christus in Renaissance Bruges : an interdisciplinary approach, New York, 1995, 11-20.
13. 1 2 3  VANDEWALLE, A., ‘Het librariërsgilde te Brugge in zijn vroege periode’, Vlaamse kunst op perkament. Handschriften en miniaturen te Brugge van de 12de tot de 16de eeuw. Tentoonstelling ingericht door de stad Brugge in het Gruuthusemuseum 18 juli – 18 oktober 1981, L. DE LEEUW trans., Brugge, 1981, 39-43.
14. 1 2  GAILLIARD, J., De ambachten en neringen van Brugge, of beschrijving hunner opkomst bloei, werkzaemheden, gebruiken en voorrechten, Brugge, 1854.
15. ↑  ALLOSSERY, P., Het gildeleven in vroeger eeuwen, Brugge, 1926.
16. 1 2  SCHOUTEET, A., Inventaris van het archief van het voormalige gilde van de Librariërs en van de vereniging van de schoolmeesters te Brugge (Handelingen van het Genootschap voor geschiedenis gesticht onder de benaming Annales de la Société d’Emulation de Bruges, 100), 1964, 228-269.
17. ↑  BOSTEELS, R., Versiering van Middeleeuwse Handschriften. Essay over de geschiedenis van de miniaturen, 1956.
18. ↑  GILLIODTS-VAN SEVEREN, L., Inventaire des archives de la ville de Bruges, 7 dln., Brugge, 1871-1878.
19. 1 2  STAD BRUGGE, Tentoonstelling van miniaturen en boekbanden, Brugge, 1927-1931.
20. ↑  DEWITTE, A., ‘Boek- en bibliotheekwezen in de Brugse Sint-Donaaskerk XIIIe-XVe eeuw’, Sint Donaas en de voormalige Brugse kathedraal, JKOT Brugge ed., Brugge, 1978, 61-95.
21. ↑  BRUGGE, Stadsarchief, Oud Archief, nr. 384: Librariërs en schoolmeesters. Rekeningen van het gilde, 1454-1523.
22. ↑  Hoewel een werk uit 2018 ook nog steeds beweerd dat 1454 het ontstaansjaar was. Cfr. STABEL e.a., ‘Production, Markets and Socio-economic Structures, II’, 243.
23. ↑  GILLIODTS-VAN SEVEREN, L., ‘L’Ouvre de Jean Brito, Prototypographe brugeois’, Annales de la société d’Emulation de Bruges, 47 (1897), 1-515.
24. ↑  SMEYERS, M. en CARDON, B., ‘Utrecht and Bruges – South and North ‘Boundless Relations in the 15th century’, Masters and Miniatures. Proceedings of the Congress on Medieval Manuscript Illumination in the Northern Netherlands (Utrecht, 10-13 December 1989) (Studies and Facsimiles of Netherlandish Illuminated Manuscripts, 3), K. VAN DER HORST en J-C. KLAMT eds., Doornspijk, 1991, 89-109.
25. ↑  TRIO, P., ‘Colard Mansion and the Bruges Guild of Book Producers and Merchants (1457/58-1484)’, Colard Mansion. Innovating text and image in medieval Bruges, Brugge, 2018, 43-53.
26. ↑  DE SCHREVEL, A.C., ‘Statuts de la gilde des libraires, imprimeurs, maîtres et maitresses d’école, à Bruges, 19 janvier 1612’, Annales de la Société d’Emulation de Bruges, 52 (1912), 135-302.
27. ↑  TRIO, P., Volksreligie als Spiegel van een stedelijke samenleving. De broederschappen te Gent in de late middeleeuwen, Leuven, 1993.